# Denis Morel (athlétisme)
Denis Morel est un athlète français, né à Louviers le 24 février 1973, adepte de la course d'ultrafond, champion de France des 24 heures en 2010 et champion de France des 100 km en 2014.

## Biographie
Denis Morel est champion de France lors des 24 heures de Roche-la-Molière en 2010, et champion de France des 100 km des étangs de Sologne à Theillay en 2014,,. En 2012, il est vice champion de France des 100 km de Belvès.
En 2010, il remporte également la mythique et classique SaintéLyon.

## Records personnels
Statistiques de Denis Morel d'après la Fédération française d'athlétisme (FFA) et la Deutsche Ultramarathon-Vereinigung (DUV) :
- 10 km route : 34 min 24 s en 2007
- 15 km route : 53 min 14 s en 2008
- Semi-marathon : 1 h 14 min 1 s en 2011
- Marathon : 2 h 32 min 26 s au marathon de Seine-Eure en 2009[9],[2]
- 100 km route : 7 h 26 min 22 s aux championnats de France des 100 km des étangs de Sologne en 2014
- 6 heures route : 71,400 km aux championnats de France des 24 h de Séné en 2011 (6 h split)
- 12 heures route : 134,400 km aux championnats de France des 24 h de Séné en 2011 (12 h split)
- 24 heures route : 249,152 km aux championnats de France des 24 h de Séné en 2011